# Jean de Malestroit (cardinal)
Pour les articles homonymes, voir Jean de Malestroit.
Jean de Malestroit (né en 1375 à Châteaugiron dans le duché de Bretagne, et mort à Nantes le 13 septembre 1443) est un pseudo-cardinal du XVe siècle et le chancelier du duc Jean V de Bretagne. C'était un protégé d'Olivier de Clisson.

## Origine
Jean de Malestroit est le sixième fils connu de Jean de Châteaugiron, seigneur de Malestroit et de Largoët (mort en 1374) et de sa seconde épouse Jeanne de Dol Dame de Combourg. Il est également le demi-frère de Thibaud de Malestroit (mort en 1408), évêque de Tréguier en 1378 puis de Quimper en 1383.

## Biographie

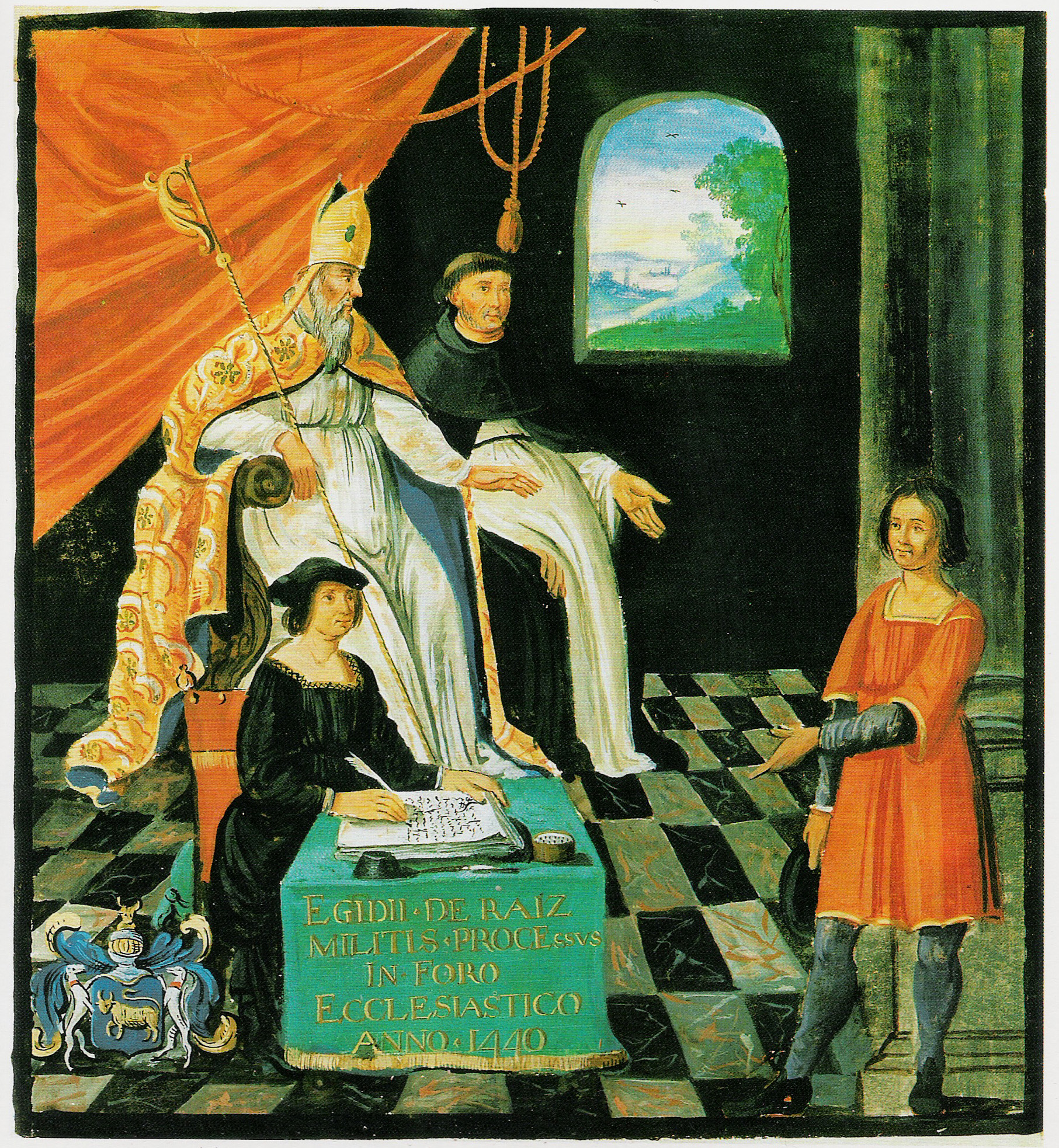
Enluminure représentant le procès de Gilles de Rais. Armes du président Bouhier, manuscrit à peinture, Paris, BnF, XVIIe siècle.

Jean de Malestroit est archidiacre du diocèse de  Nantes. Il est élu évêque de Saint-Brieuc en 1405, puis entre au conseil privé du duc, puis devient gouverneur général des finances de Bretagne en 1406, Premier Président de la Chambre des comptes de Bretagne au début de l'an 1408, puis chancelier du duc et Trésorier-receveur-général du duché de Bretagne quelques mois plus tard. Il est transféré au diocèse de Nantes le 17 juillet 1419.
S'il faut en croire Guillaume Gruel, chroniqueur au service du connétable Arthur de Richemont, ce dernier se saisit de Malestroit en arguant que le chancelier breton  aurait été acheté par les Anglais, retardant à ce titre le paiement de la solde des hommes d'armes et contribuant à la défaite de Saint-James en 1426,. Cependant, il s'agit peut-être d'une confusion commise par le chroniqueur ; le médiéviste Olivier Bouzy observe qu'en sus de leur chronologie souvent incertaine, les chroniques médiévales confondent parfois les événements et les titulaires successifs des charges de chambellan ou de chancelier. Ainsi, Perceval de Cagny, chroniqueur du duc Jean d'Alençon, allègue que Jean de Malestroit aurait été enlevé en 1418 par les hommes du dauphin Charles, ce qui paraît contradictoire avec les affirmations de Guillaume Gruel et du Religieux de Saint-Denis, ces deux chroniqueurs prêtant à Malestroit des penchants armagnacs à l'époque. Par ailleurs, le chancelier Malestroit aurait été (encore ?) enlevé en 1431, cette fois par le duc Jean d'Alençon désireux de faire pression sur son oncle Jean V de Bretagne afin d'obtenir les fonds nécessaires à la reconquête de son duché.
En tant qu'évêque de Nantes, Malestroit lance, avec le duc Jean V, le chantier de construction de l'actuelle cathédrale Saint-Pierre-et-Saint-Paul. Le duc et l'évêque en posent la première pierre le 14 avril 1434.
Par la suite, il préside le procès ecclésiastique de Gilles de Rais en octobre 1440 à Nantes.
L'antipape Félix V le crée cardinal lors du consistoire du 12 novembre 1440.

## Hôtel de Malestroit

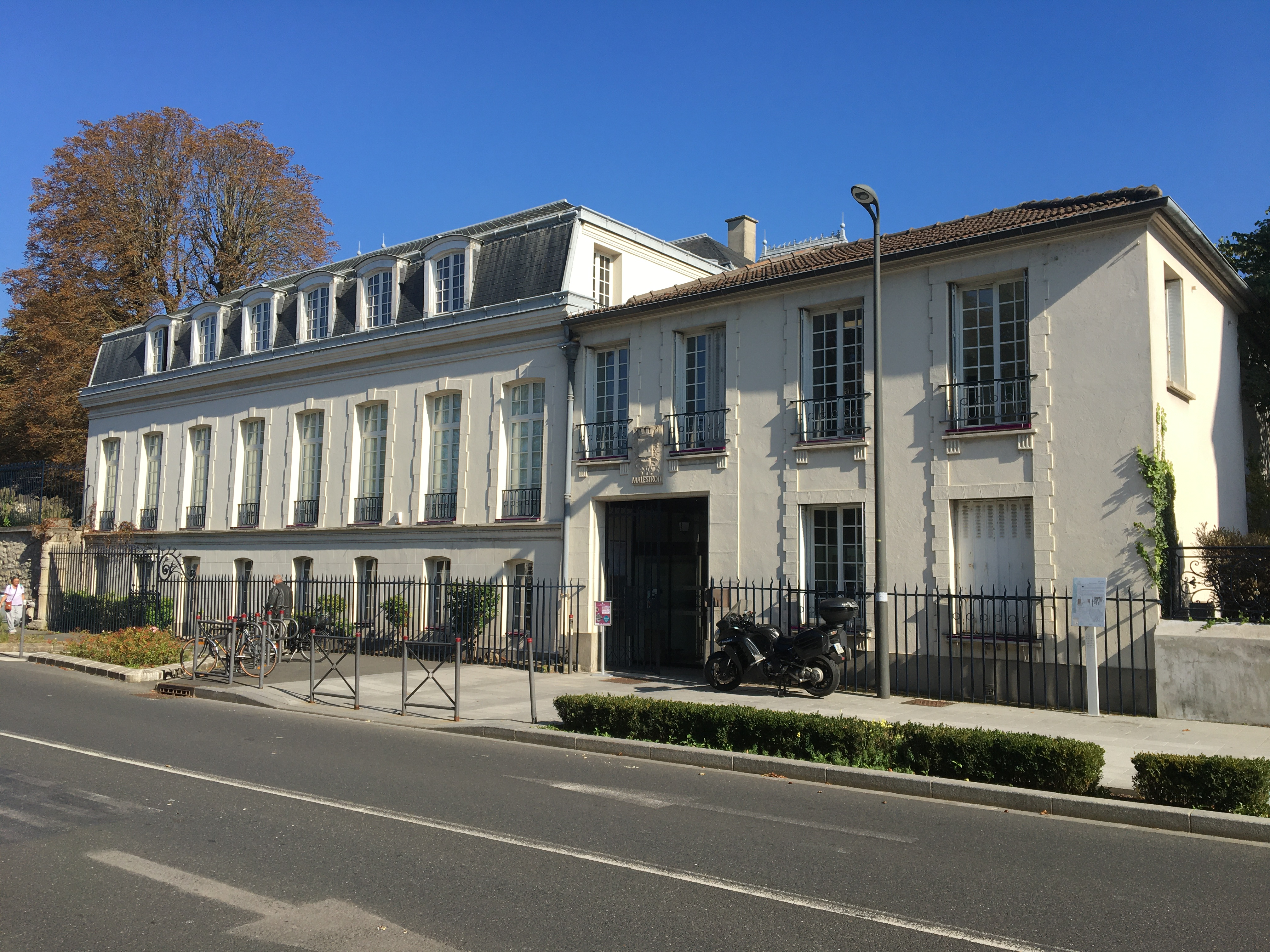
L'hôtel de Malestroit depuis la grande-rue Charles-de-Gaulle.

Situé au 2 grande-rue Charles-de-Gaulle à Bry-sur-Marne en Île-de-France, l'hôtel de Malestroit était utilisé comme résidence par Jean de Malestroit à l'occasion de ses voyages à Paris. Le bâtiment abrite aujourd'hui un centre culturel accueillant un conservatoire de musique, des expositions, des concerts et des spectacles.

La façade de l'hôtel de Malestroit est classée au titre des Monuments historiques.

## Manoir dit Château Gaillard
Jean de Malestroit fit construire le manoir urbain dit Château-Gaillard à Vannes vers 1430-1440.